# Municipio de Eminence (Misuri)
Eminence Township es un municipio del condado de Shannon, Misuri (Estados Unidos). Según el censo de 2020, tiene una población de 1454 habitantes.
Tiene un código de clase Z1, que indica que no está en funcionamiento (non-functioning county subdivision). El mantenimiento de los datos es realizado por la Oficina del Censo en coordinación con los Gobiernos del estado y de los condados a los efectos exclusivamente estadísticos.

## Geografía
La subdivisión está ubicada en las coordenadas 37°11′19″N 91°17′58″O / 37.18861, -91.29944. Según la Oficina del Censo, tiene una superficie total de 638.44 km², de los cuales 638.28km² corresponden a tierra firme y 0.16 km² están cubiertos de agua.

## Demografía
Según el censo de 2020, hay 1454 personas en la zona. La densidad de población es de 2.28 hab/km². El 94.4% de los habitantes son blancos, el 0.1% son afroamericanos, el 0.2% son amerindios, el 0.1% es asiático, el 0.2% son de otras razas y el 5.0% son de una mezcla de razas. Del total de la población, el 1.6% son hispanos o latinos de cualquier raza.